# Øydis Skille
Øydis Skille (...) è un'ex sciatrice alpina norvegese.

## Biografia
Specialista dello slalom gigante, Øydis Skille ai Campionati norvegesi vinse la medaglia d'oro nel 1977 e quella di bronzo nel 1978; non prese parte a rassegne olimpiche né ottenne piazzamenti in Coppa del Mondo o ai Campionati mondiali.

## Palmarès

### Campionati norvegesi
- 3 medaglie[senza fonte] (dati parziali fino alla stagione 1976-1977):
  - 1 oro (slalom gigante nel 1977)[2]
  - 2 bronzi (combinata nel 1977; slalom gigante nel 1978)[senza fonte]